# Dmitrij Kurski
Dmitrij Iwanowicz Kurski (ros. Дми́трий Ива́нович Ку́рский, ur. 10 października?/22 października 1874 w Kijowie, zm. 20 grudnia 1932 w Moskwie) – ludowy komisarz sprawiedliwości RFSRR (1918–1928).

## Życiorys
W 1900 ukończył studia na Wydziale Prawnym Uniwersytetu Moskiewskiego, od 1904 członek SDPRR, w 1909 aresztowany i zwolniony. W latach 1914–1917 służył w rosyjskiej armii. W listopadzie 1917 członek Odeskiego Komitetu Wojskowo-Rewolucyjnego, od marca 1918 członek Kolegium Ludowego Komisariatu Sprawiedliwości RFSRR, od 4 września 1918 do 16 stycznia 1928 ludowy komisarz sprawiedliwości RFSRR, od 23 marca 1919 do 2 grudnia 1927 członek Centralnej Komisji Rewizyjnej RKP(b)/WKP(b). Od 2 grudnia 1919 do 5 stycznia 1921 członek Rady Wojskowo-Rewolucyjnej Republiki, od 4 grudnia 1919 do 7 września 1920 członek Sztabu Polowego Rady Wojskowo-Rewolucyjnej Republiki, od 28 maja 1922 do 16 stycznia 1928 prokurator (generalny) RFSRR. Od 2 czerwca 1924 do 2 grudnia 1927 przewodniczący Centralnej Komisji Rewizyjnej RKP(b)/WKP(b), od 19 grudnia 1927 do 26 czerwca 1930 członek Centralnej Komisji Kontrolnej WKP(b), od 28 stycznia 1928 do 26 września 1932 ambasador ZSRR we Włoszech. Zastrzelił się.